# El paso del Ebro
Pour les articles homonymes, voir Ebro (homonymie) et ¡Ay, Carmela!.
El paso del Ebro, également connue sous le titre ¡Ay, Carmela!, est une chanson populaire espagnole, née en 1808 dans la Guerre d'indépendance espagnole contre Napoléon Ier.
Elle est reprise plus tard par les soldats républicains et par les volontaires des Brigades internationales pendant la Guerre civile (1936-1939), avec notamment sa variante Viva la Quinta Brigada. 

## Paroles
Chaque demi-strophe de deux vers est répétée deux fois.
| En espagnol El Ejército del Ebro Rumba la rumba la rum bam bam! Una noche el río pasó, ¡Ay, Carmela!, ¡ay, Carmela!. Y a las tropas invasoras Rumba la rumba la rum bam bam ! Buena paliza les dio, ¡Ay, Carmela!, ¡ay, Carmela!. El furor de los traidores Rumba la rumba la rum bam bam ! Lo descarga su aviación, ¡Ay, Carmela!, ¡ay, Carmela!. Pero nada pueden bombas Rumba la rumba la rum bam bam ! Donde sobra corazón, ¡Ay, Carmela!, ¡ay, Carmela!. Contrataques muy rabiosos Rumba la rumba la rum bam bam ! Deberemos resistir, ¡Ay, Carmela!, ¡ay, Carmela!. Pero igual que combatimos Rumba la rumba la rum bam bam ! Prometemos resistir, ¡Ay, Carmela!, ¡ay, Carmela!. | Traduction en français L'armée de l'Èbre Rum bala rum bala rum ba la ! Une nuit passa le fleuve Oh Carmela, oh Carmela ! Et aux troupes d'envahisseurs Rum bala rum bala rum ba la ! Elle donna une bonne raclée Oh Carmela, oh Carmela ! La fureur des traîtres Rum bala rum bala rum ba la ! Abat son aviation sur nous Oh Carmela, oh Carmela ! Mais les bombes ne peuvent rien Rum bala rum bala rum ba la ! Là où il y a plus de cœur qu'il n'en faut Oh Carmela, oh Carmela ! À des contre-attaques enragées Rum bala rum bala rum ba la ! Nous devrons résister Oh Carmela, oh Carmela ! Comme nous avons combattu Rum bala rum bala rum ba la ! Nous promettons de résister Oh Carmela, oh Carmela ! | Viva la Quince Brigada Viva la Quince Brigada, rumba la rumba la rumba la. Que se ha cubierto de gloria, ¡Ay Manuela! ¡Ay Manuela! Luchamos contra los moros, rumba la rumba la rumba la. Mercenarios y fascistas, ¡Ay Manuela! ¡Ay Manuela! Solo es nuestro deseo, rumba la rumba la rumba la. Acabar con el fascismo, ¡Ay Manuela! ¡Ay Manuela! En el frente de Jarama, rumba la rumba la rumba la. No tenemos ni aviones, ni tanques ni cañones, ¡Ay Manuela! ¡Ay Manuela! Ya salimos de España, rumba la rumba la rumba la. A luchar en otros frentes, ¡Ay Manuela! ¡Ay Manuela! |

## Adaptations et interprétations
Au-delà de sa version initiale lors de la Guerre d'indépendance espagnole, El paso del Ebro évoque un siècle plus tard la bataille de l'Èbre, dernière offensive des forces républicaines lors de la Guerre civile espagnole. Viva la Quince Brigada honore la XVe brigade internationale (es) qui s'est notamment illustrée par son fameux bataillon Abraham Lincoln dans la bataille du Jarama.
Ses différents titres : El paso del Ebro (le passage de l'Èbre), El Ejército del Ebro (l'Armée de l'Èbre (es)), ¡Ay, Carmela! (Oh, Carmela), Viva la Quince Brigada (Vive la quinzième brigade (es)), ainsi que ses paroles (cf. supra) et notamment son refrain (« ¡Ay, Carmela! » pour les premiers, « ¡Ay, Manuela! » pour Viva la Quince Brigada) diffèrent selon les époques et les nombreuses versions. 
Cette chanson contestataire a en France été adaptée, reprise par nombre de chanteurs ou de groupes. Notamment, le parolier Georges Coulonges en écrivit une adaptation qui fut interprétée par Francesca Solleville sur l'album "Le chant des ouvriers (ballades et complaintes syndicalistes)" en 1972. En 1974, Guy Debord la pastiche avec Les journées de mai, hommage aux journées de mai 1937 sur le disque Pour en finir avec le travail. Leny Escudero, la reprend également sur le disque Leny Escudero chante la liberté (1997), dans un style de tango argentin qui confère à la chanson un aspect sombre et tragique, assez éloigné des versions plus traditionnelles au tempo de paso doble. Le groupe Zebda en propose sa version,  dans l'album Motivés de 1997.
En hollande, le groupe anarchiste The Ex la chante sur l'album Spanish revolution, .
Plus récemment, El paso del Ebro a été adaptée par le groupe turc Bandista. Cette version a été utilisée en faveur du régime de Bachar al-Assad dans la guerre civile syrienne.
En 2021 en Bretagne la fanfare La WASO la reprend la chanson contestataire El paso del Ebro avec un nouvel arrangement pour un clip réalisé par Gaby Kerdoncuff.
Ce chant est aussi scandé et joué à l'harmonica par Pablo Sanchez, le personnage principal du téléfilm L'Espagnol (1967), de Jean Prat.
Son refrain « ¡Ay, Carmela! » sert de titre à une pièce de théâtre de José Sanchis Sinisterra (1987) ainsi qu'à un film de Carlos Saura (1990).
Enfin, le groupe Motivés ! en a fait sa propre version.